# Busstation Joure
Het busstation Joure is het busstation van Joure. Van het busstation aan de Geert Knolweg vertrekken streekbussen en Qliners. Het busvervoer wordt verzorgd door Qbuzz. 

## Geschiedenis
Tot 2018 stopten de bussen bij drie verschillende bushaltes bij een minirotonde aan de oostzijde van Joure. Het nieuwe busstation aan de Geert Knolweg werd op 14 december 2018 officieel geopend. Het busstation heeft ruim een miljoen euro gekost en bestaat uit zes verschillende perrons. Na herinrichting van knooppunt Joure heeft het busstation via een rotonde aansluiting op de Jousterweg en Rijksweg 7.

## Lijnen
De buslijnen gaan naar de busstations van Heerenveen (lijnen 41, 95, 99, 315, 324 en 695), Leeuwarden (lijnen 95 en 695), Lemmer (lijn 41, 315 en 324) en Sneek (lijn 99).